# Tarn Head Beck
Der Tarn Head Beck ist ein Fluss im Lake District, Cumbria, England. Der Fluss entsteht östlich des Grey Friar und fließt in südlicher Richtung bis zu seiner Mündung in den Seathwaite Tarn.